# 倉部史記
倉部 史記（くらべ しき、1978年9月 - ）は、日本の著作家。高大共創コーディネーター、進路指導アドバイザー。追手門学院大学客員教授、情報経営イノベーション専門職大学客員教授。

## 概要
千葉県柏市出身。芝浦工業大学柏高等学校、日本大学理工学部建築学科卒業、慶應義塾大学大学院政策・メディア研究科修士課程修了。放送大学教養学部卒業。青山学院大学社会情報学部「ワークショップデザイナー育成プログラム」を修了。桜美林大学大学院国際学研究科大学アドミニストレーション専攻（通学制）にて科目等履修により8単位を取得。民間企業の広報プロダクションのWebプロデューサーから学校法人工学院大学の職員に転職し、その後は早稲田塾総合研究所主任研究員および大学連携プロデューサーなどを経て2011年12月に独立。独立後は、フリーランスとして活動し、進路選びではなく進路づくり、入試広報ではなく高大接続が重要という観点から様々な団体やメディアと連携・提携し、企画・情報発信を行っている。

## 主な著書
- 大学職員のリアル-18歳人口激減で「人気職」はどうなる？ （中公新書ラクレ 798） ISBN 4121507983
- 大学入試改革対応！　ミスマッチをなくす進路指導（ぎょうせい） ISBN 4324106037
- 文学部がなくなる日―誰も書かなかった大学の「いま」（主婦の友新書）  ISBN 4072758957
- 看板学部と看板倒れ学部　大学教育は玉石混交（中公新書ラクレ 422） ISBN 4121504224